# Hot August Night
Hot August Night (en español - Noche cálida de agosto) es un álbum grabado en vivo en el Teatro Griego de Los Ángeles por el cantautor estadounidense Neil Diamond en 1972. Este álbum tiene la particularidad de ser el primero que genera más de $2 millones en ventas, siendo álbum doble y en vivo permaneciendo más de 5 años en listas.
Nombrado Hot August Night por haberse grabado en agosto y la frase corresponde a la canción de Diamond "Brother Love's Travelling Salvation Show", fue un disco ambicioso ya que incorporaba a una orquesta conducida por Lee Holdridge de 36 miembros, además 8 músicos de la propia banda de Neil Diamond (contando que el propio Neil también tocó la guitarra).

## Lista de canciones
Conteniendo sólo composiciones de Neil Diamond aparecen:
1. "Prologue" (combina las canciones "Childsong" del "African Suite" y la introducción de "Crunchy Granola")
2. "Crunchy Granola Suite"
3. "Done Too Soon"
4. "Solitary Man"
5. "Cherry Cherry"
6. "Sweet Caroline"
7. "Porcupine Pie"
8. "You're So Sweet"
9. "Red Red Wine"
10. "Soggy Pretzels"
11. "And The Grass Won't Pay No Mind"
12. "Shilo"
13. "Girl You'll Be a Woman Soon"
14. "Play Me"
15. "Canta Libre"
16. "Morningside"
17. "Song Sung Blue"
18. "Cracklin' Rosie"
19. "Holly Holy"
20. "I Am... I Said"
21. "Soolaimon"
22. "Brother Love's Travelling Salvation Show"

## Generalidades
Esta serie de conciertos serían los primeros donde se usaría sonido cuadrafónico en el Teatro Griego (de hecho en 1971 también en una serie de conciertos de Diamond se usaría por vez primera sonido estéreo), con llenos totales y a Diamond se le reconoció el tremendo esfuerzo en su interpretación ante 5000 espectadores por más de 107 minutos, ya que estaba enfermo de catarro y hasta fiebre tenía.
Hot August Night se convertiría en un clásico a nivel mundial que llegaría a la posición 5 del Billboard y que en Australia estaría 29 semanas en primer lugar entre 1973 y 1974, permaneciendo todavía en 1976 entre el Top 20, y volviendo a entrar en listas en 1982. Este éxito influyó para que Diamond se presentara en Australia años después en 1976, donde cantó en vivo ante más de 35000 personas batiendo récords de asistencias en conciertos. 
Este álbum le dio fama a Neil Diamond de superestrella que daba conciertos espectaculares con llenos completos, esta sería la faceta de su carrera que seguiría siempre, un exitoso artista vendedor de espectáculos en vivo. Diamond volvería a grabar un álbum doble en vivo en 1977 también en el Teatro Griego llamado Love At The Greek, el cual fue muy esperado ya que Diamond estuvo de sabático y no dio conciertos en varios años, y en 1987 grabaría Hot August Night II, también en el Teatro Griego, si bien no les fue mal en ventas, no tuvieron el éxito del primero.
A la canción "Cherry Cherry" de este concierto, le fue agregada instrumentación de guitarra y lanzada como sencillo llegando a la posición 30. Originalmente la versión de estudio de "Cherry Cherry" llegó a la posición 6 del Billboard en 1966.
Posteriormente la MCA editaría una versión remasterizada en el año 2000 agregándole 3 canciones: "Walk On Water", "Kentucky Woman" y "Stones".